# شهرستان قره‌تپه
شهرستان قره‌تپه و یا شهرستان قره‌توبه (به قزاقی: Қаратөбе ауданы، قاراتوبە اۋدانى) یک شهرستان در قزاقستان است که در استان قزاقستان غربی واقع شده‌است. شهرستان قره‌تپه ۱۶٬۲۸۱ نفر جمعیت دارد.